# Acanthemblemaria exilispinus
Acanthemblemaria exilispinus es una especie de pez del género Acanthemblemaria, familia Chaenopsidae. Fue descrita científicamente por Stephens en 1963.
Se distribuye por el Pacífico Centro-Oriental: desde Costa Rica hasta Ecuador. La longitud total (TL) es de 5,5 centímetros. Habita en arrecifes rocosos y se alimenta de zooplancton. Puede alcanzar los 5 metros de profundidad.
Está clasificada como una especie marina inofensiva para el ser humano.